# Por fin es lunes
Por fin es Lunes fue un programa de televisión chileno emitido entre 2002 y 2003 por Canal 13 los días lunes. Fue conducido por Margot Kahl con, primero, Coco Legrand y, después, Antonio Vodanovic.

## Formato
Por fin el lunes seguía el formato de los programas estelares emitidos al comienzo de la semana, Viva el lunes y El lunes sin falta, combinando a figuras de distinta índole en cada episodio.
Contó con espacios de humor como los sketch a cargo de los actores Gonzalo Robles, Luis Gnecco, Cristián García-Huidobro, Roberto Poblete y Andrés Gómez, a los que se sumaron invitados internacionales como Yuri, Manuel Mijares y José Luis Rodríguez.
Posteriormente se unieron Natalia Cuevas con el personaje de La Marjorie y Vanessa Miller como Bárbara, la nana argentina de Antonio Vodanovic.

## Historia
En enero de 2002 la exanimadora de televisión Margot Kahl dejó TVN, donde conducía el matinal Buenos días a todos, para firmar con Canal 13. En primera instancia se uniría a la segunda temporada de El lunes sin falta que conducían el humorista Álvaro Salas y Raúl Alcaíno. Sin embargo, Salas se mostró contrario a la idea y Alcaíno decidió dejar la televisión.
De esta manera, Canal 13 creó dos estelares. Salas se hizo cargo de Aquí se pasa mundial junto a Cecilia Bolocco los jueves, mientras que Kahl tuvo Por fin es lunes junto al humorista Coco Legrand. 
El estreno fue el 27 de mayo de 2002 con una buena sintonía cercana a los 52 puntos frente a los 15 que marcó TVN. La racha ganadora del espacio fue cayendo cuando el 3 de junio de 2002 TVN emitió la película Titanic, jornada en que la audiencia de Por fin es lunes comenzó a decaer. El 22 de julio de 2002 terminó la primera temporada, que a pesar de haber sido derrotado en rating varias oportunidades por las películas de Best Sellers en TVN, en el segmento socioeconómico alto (conocido como «ABC1») arrasó con un promedio de 27 puntos.
Con ello se aseguraba una segunda temporada y una larga lista de auspiciadores de la mano. Coco Legrand no renovó su contrato con Canal 13 para priorizar sus espectáculos en vivo y fue reemplazado por Antonio Vodanovic. La segunda temporada, que comenzó el 7 de octubre de 2002, fue menos exitosa en las cifras de audiencia; Por fin es Lunes perdía por 21,1 puntos contra los 23,9 de Cirugía de cuerpo y alma de Mega; sin embargo, los buenos números en el segmento ABC1 aseguraron su renovación.
El estelar tuvo una tercera temporada, que comenzó el 26 de mayo de 2003. En esta etapa el estelar perdió su foco y con ello el índice de audiencia se fue al suelo, promediando solo 20 puntos. Ante este escenario, Canal 13 decidió cancelar el programa el 30 de junio de 2003 por sus bajos índices de audiencia y los problemas de financiamiento. Sumado a ello, el formato ya estaba quedando obsoleto debido a la aparición de los reality shows y de formato.